# Astragalus deserticola
Astragalus deserticola là một loài thực vật có hoa trong họ Đậu. Loài này được (Eig) Eig miêu tả khoa học đầu tiên năm 1955.